# 松井健太
松井 健太（まつい けんた、1997年8月1日 - ）は、日本の俳優。東京都出身。法政大学卒。TRIPLETに所属。

## 人物
- 中学生の頃に新宿駅でスカウトされ[2]、EBiDANおよびカスタマイズで活動[4]。親からの反対や「大学を卒業する」という約束があったため大学進学に伴い芸能活動を休止していたが、「第15回 FINEBOYS専属モデルオーディション」で4000人超の中から準グランプリに選ばれ、学業と両立しながら雑誌『FINEBOYS』でモデルとして活動を再開[2]。
- 2020年に『痛快TVスカッとジャパン』に出演した際に共演した山村紅葉や夏川加奈子からイケメンと評されたことがある、色白イケメン[5]。
- 2021年7月からポリゴンマジック内マネージメントレーベル「triplet（トリプレット）」に所属[6]。
- 2022年公開の映画『月下香』では清瀬汐希とダブル主演を務めた[7]。
- 趣味は野球観戦（広島東洋カープファン）[2]、ギター。特技は茶道・バスケットボール[2]。大学では茶道サークルに所属[1]。バスケットボールは幼稚園から中学校を卒業するまで10年間やっていた[1]。

## 出演

### テレビドラマ
- 幽かな彼女（2013年4月 - 6月、関西テレビ） - 石田航 役 [8]
- 屍活師 女王の法医学（2013年9月、フジテレビ）
- プラトニック（2014年5月 - 7月、NHK BSプレミアム） - 香川遼 役
- 怪奇恋愛作戦 第5・6話（2015年2月、テレビ東京） - 神楽育朗 役[9]
- 痛快TVスカッとジャパン （2020年1月・2021年4月、フジテレビ）[5]
- そして、ユリコは一人になった （2020年4月、関西テレビ） - 進藤あきら 役[10]

### 映画
- サファイア - 太田 役
- 僕が君の耳になる（2021年） - 満彦 役[11][12]
- 親密な他人（2022年）- 青年役
- 月下香（2022年） - 主演・潤 役（清瀬汐希とダブル主演）[13]

### MV
- ZONE「treasure of the heart 〜キミとボクの奇跡〜」（2012年）
- カスタマイズ「ハレ晴レユカイ」（2012年）
- FUNKY MONKEY BABYS「ありがとう」（2013年）[14]
- カスタマイズ「もののけ姫」（2013年）
- 瀧川ありさ「さよならのゆくえ」（2015年）[15]

### 舞台
2011年 - 2021年
- EBiDAN 嵐の臨海学校（2011年8月）- けんぼー役
- ぱんきす!三次元（2015年2月）- マツケン 役
- 五右衛門マジック（2019年10月）- 平賀源大 役
- ミュージカル『封神演義-開戦の前奏曲-』（2020年10月） - 姫発 役
- 吉原秀幸脚本・演出 team-DHA本公演vol.4 『最後の一杯』（2021年11月）- 西澤秀人 役

2022年
- ジュエルステージ『オンエア！』 - 櫻井百瀬 役
  - ジュエルステージ『オンエア！』（6月）
  - ジュエルステージ『オンエア！』〜Unit Story side Prid's〜（11月）

2023年
- いろいろ ドルフェス 2023（9月） - 櫻井百瀬 役
- ジュエルステージ『オンエア！』〜Unit Story side Hot-Blood〜（10月） - 櫻井百瀬 役
- 舞台『おそ松さん on STAGE 〜SIX MEN'S SHOW TIME〜 2nd SEASON』（11月） - チョロ松（F6） 役
- STAGE FES 2023-2024（12月） - チョロ松（F6） 役

2024年
- 新ミュージカル『スタミュ』（1月 - 2月） - 空閑愁 役
- パーセプションステージ『Opus.COLORs』（5月） - 榊知陽 役
- F6 LIVE「Destination」（7月） - チョロ松（F6） 役
- 笑いの実践集団 vol.2 リーディングアクト『他人地獄』〜ジャン＝ポール・サルトル『出口なし』より〜（10月）
- コメディ朗読劇CONTELLING『とりあえずウーロン茶』（俳優編）（12月）

2025年
- 舞台『花郎〜ファラン〜』（1月） - ヨウル 役
- 新ミュージカル『スタミュ』-2ndシーズン-（3月）
- ミュージカル『ヘタリア〜A tender world〜』（6月 - 7月） - デンマーク 役
- 新ミュージカル『スタミュ』スピンオフ『MIRACLE REVUE』（9月 - 10月〈予定〉） - 空閑愁 役
- 舞台『ブルーロック -EPISODE 凪-』（11月〈予定〉）  - 剣城斬鉄 役

2026年
- 舞台『おそ松さん on STAGE～SIX MEN'S SHOW TIME～2nd SEASON 2』（夏公演予定） - チョロ松（F6） 役

### ネット配信
- オンライン舞台『不本意アンロック』HKT48×劇団ノーミーツ（2021年2月）- 栗内朔 役[35][36]
- 言えぬまま（2023年、YouTube） - 涼 役[37]

### アニメ
- 問題児たちが異世界から来るそうですよ?（2013年3月16日）- カラマンドラ兵士D 役
- ぱんきす!（2015年）- ノヴァ・ブルーノート 役[38]

### 雑誌
- ピチレモン（2015年休刊）- 専属モデル
- FINEBOYS（2019年 - 2022年4月） - 専属モデル[2]

### 広告
- 日本医師会「第32回医療体験記コンクール」
- ワークポート「進め、一度だけの人生だ。」（2021年3月）[39]
- 茨城県インバウンドプロモーション・SHORT MOVIE編

### オーディオドラマ
- poor〜ゼラニウムの誘惑〜後編（2021年9月配信） - 井上進之介 役

### ラジオ
- 恵比寿学園男子部 放課後Customize（2012年4月6日 - 2013年7月5日、音泉）[40]

### ラジオCD
- 恵比寿学園男子部 放課後カスタマイズ Vol.1[41]